# رافات
رافات (به لاتین: Rafat) یک روستا در دولت فلسطین است که در استان سلفیت واقع شده‌است. رافات ۱٬۸۶۱ نفر جمعیت دارد و ۲۹۳ متر بالاتر از سطح دریا واقع شده‌است.